# Тье (буква хантыйского алфавита)
Ᲊ, ᲊ (тье) — буква расширенной кириллицы, используемая в казымском, сургутском и шурышкарском диалектах хантыйского языка. Представляет собой лигатуру кириллических букв Т и Ь.

## Использование
Вук Караджич полагал, что буква Ћ представляет собой лигатуру ТЬ, и на основе этого вывода сконструировал буквы Љ и Њ, применяющиеся в сербском алфавите поныне, а также лигатуру ДЬ (), которая не прижилась.
Буква Ᲊ являлась двадцать первой буквой алфавита шурышкарского диалекта хантыйского языка, предложенного в 1997 году.
Буква вошла в алфавит казымского диалекта хантыйского языка, принятый на семинаре «Пути совершенствования графики и орфографии хантыйского языка», прошедшем 2—7 сентября 2013 года в Ханты-Мансийске. В этом алфавите она являлась двадцатой буквой и обозначала палатализованный звук т ([tʲ]). В более раннем варианте орфографии этот звук обозначался сочетанием т со смягчающей буквой (ь, е, є̈, ё, ӛ, и, ю, ю̆, я, я̆). После этого буква также стала двадцать четвёртой буквой нового алфавита для сургутского диалекта.

## Кодировка
На семинаре «Пути совершенствования графики и орфографии хантыйского языка» было принято решение об обращении к разработчикам Microsoft Office с целью внесения символов Ᲊ и ᲊ в набор символов гарнитуры Times New Roman, наряду с особыми вариантами начертания для ряда других букв.
16 июня 2022 года Никитой Мануловым была подана заявка на внесение данных символов в Юникод. Символы предлагалось закрепить за кодовыми позициями U+1C89 и U+1C8A (блок «Расширенная кириллица — C») под названиями cyrillic capital letter tje и cyrillic small letter tje (или же cyrillic capital letter khanty tje и cyrillic small letter khanty tje) соответственно.
20 июля, после консультации с финно-угроведом Тапани Салминеном, группа Ad hoc Консорциума Юникода рекомендовала Техническому комитету Юникода (UTC) включить данные символы в одну из следующих версий. Также было рекомендовано не использовать слово khanty в названии, чтобы не ограничивать потенциальную возможность использования буквы для других языков в будущем. Было отмечено, что внешний вид символа сильно отличается от одноимённой буквы устаревшего алфавита коми (Ԏ ԏ, komi tje). 26 июля UTC одобрил внесение пары символов в Юникод.
25 октября 2023 года было принято решение изменить значение буквы в заголовочном регистре, соответствующей строчной ᲊ, с самой ᲊ на заглавную Ᲊ, которое было исполнено 8 декабря. 30 марта 2024 Никита Манулов, автор исходной заявки, предложил добавить строчным буквам ԏ и ᲊ перекрёстные ссылки друг на друга, это предложение было одобрено 18 апреля.
Ᲊ и ᲊ были внесены в Юникод под кодами U+1С89 и U+1С8A соответственно (в согласии с исходной заявкой) в версии 16.0, вышедшей 10 сентября 2024 года.